# Рікард Валлін
Рікард Валлін (швед. Rickard Wallin; нар. 9 квітня 1980, Стокгольм) — шведський хокеїст, що грав на позиції центрального нападника. Грав за збірну команду Швеції.

## Ігрова кар'єра
Хокейну кар'єру розпочав 1996 року виступами на молодіжному рівні за команду «Вестерос».
1998 року був обраний на драфті НХЛ під 160-м загальним номером командою «Фінікс Койотс». 23 червня 2000 року Валліна обміняли на гравця клубу «Міннесота Вайлд» Жое Жуно.
Після перемоги в чемпіонаті Швеції в 2002 році швед уклав контракт із амриканським клубом та провів в ньому три роки, більшу частину з яких він грав за фарм-клуб «Х'юстон Аерос» (АХЛ). У вересні 2005 року він повернувся до Швеції та свого клубу «Фер'єстад». Через рік Валлін відправився до швейцарської команди «Лугано», яка виступає в НЛА. Влітку 2007 року нападник знову повернувся на батьківщину та «Фер'єстад» та допоміг команді виграти ще один чемпіонський титул у 2009 році.
9 липня 2009 року Валлін підписав однорічний контракт з «Торонто Мейпл-Ліфс». Відіграв сезон за канадців, провівши 60 матчів в яких набрав лише 9 очок.
25 травня 2010 року Рікард знову повернувся до «Фер'єстаду» з яким цього разу уклав чотирирічну угоду. За підсумками сезону 2010–11 Рікард став вчетверте чемпіоном Швеції.
27 квітня 2016 року хокеїст офіційно оголосив про завершення кар’єри.
Загалом провів 79 матчів у НХЛ.
Виступав за збірну Швеції, на головних турнірах світового хокею провів 36 ігор в її складі.

## Нагороди та досягнення
- Чемпіон Швеції в складі «Фер'єстад» — 2002, 2006, 2009, 2011.

## Статистика

### Клубні виступи
| 1996–97      | «Вестерос»           | J20          | 26  | 3   | 3   | 6   | —   | —   | —  | —  | —  | —   |
| 1997–98      | «Фер'єстад»          | J20          | 29  | 20  | 30  | 50  | 32  | —   | —  | —  | —  | —   |
| 1998–99      | «Фер'єстад»          | J20          | 36  | 20  | 32  | 52  | 56  | —   | —  | —  | —  | —   |
| 1998–99      | «Фер'єстад»          | ШХЛ          | 5   | 0   | 0   | 0   | 0   | —   | —  | —  | —  | —   |
| 1999–00      | «Троя-Юнгбю» (Юнгбю) | Швеція-2     | 46  | 15  | 22  | 37  | 54  | —   | —  | —  | —  | —   |
| 2000–01      | «Фер'єстад»          | ШХЛ          | 47  | 9   | 22  | 31  | 24  | 16  | 11 | 3  | 14 | 4   |
| 2001–02      | «Фер'єстад»          | ШХЛ          | 50  | 12  | 31  | 43  | 56  | 10  | 4  | 9  | 13 | 8   |
| 2002–03      | «Х'юстон Аерос»      | АХЛ          | 52  | 13  | 22  | 35  | 70  | 23  | 4  | 11 | 15 | 22  |
| 2002–03      | «Міннесота Вайлд»    | НХЛ          | 4   | 1   | 0   | 1   | 0   | —   | —  | —  | —  | —   |
| 2003–04      | «Х'юстон Аерос»      | АХЛ          | 47  | 14  | 18  | 32  | 36  | 2   | 0  | 0  | 0  | 2   |
| 2003–04      | «Міннесота Вайлд»    | НХЛ          | 15  | 5   | 4   | 9   | 14  | —   | —  | —  | —  | —   |
| 2004–05      | «Х'юстон Аерос»      | АХЛ          | 79  | 12  | 31  | 43  | 61  | 5   | 1  | 0  | 1  | 29  |
| 2005–06      | «Фер'єстад»          | ШХЛ          | 50  | 11  | 19  | 30  | 82  | 18  | 6  | 3  | 9  | 28  |
| 2006–07      | «Лугано»             | НЛА          | 44  | 14  | 35  | 49  | 87  | —   | —  | —  | —  | —   |
| 2007–08      | «Фер'єстад»          | ШХЛ          | 55  | 17  | 23  | 40  | 54  | 12  | 1  | 5  | 6  | 8   |
| 2008–09      | «Фер'єстад»          | ШХЛ          | 55  | 18  | 27  | 45  | 56  | 13  | 1  | 4  | 5  | 8   |
| 2009–10      | «Торонто Мейпл-Ліфс» | НХЛ          | 60  | 2   | 7   | 9   | 10  | —   | —  | —  | —  | —   |
| 2010–11      | «Фер'єстад»          | ШХЛ          | 32  | 9   | 12  | 21  | 20  | 14  | 4  | 9  | 13 | 12  |
| 2011–12      | «Фер'єстад»          | ШХЛ          | 53  | 9   | 18  | 27  | 42  | —   | —  | —  | —  | —   |
| 2012–13      | «Фер'єстад»          | ШХЛ          | 48  | 11  | 27  | 38  | 42  | 10  | 2  | 4  | 6  | 6   |
| 2013–14      | «Фер'єстад»          | ШХЛ          | 43  | 4   | 4   | 8   | 28  | 15  | 4  | 1  | 5  | 12  |
| 2014–15      | «Фер'єстад»          | ШХЛ          | 55  | 2   | 13  | 15  | 52  | —   | —  | —  | —  | —   |
| 2015–16      | «Фер'єстад»          | ШХЛ          | 49  | 4   | 9   | 13  | 28  | 5   | 1  | 1  | 2  | 0   |
| 2016–17      | «Флаєрс»             | Швеція-4     | 1   | 0   | 1   | 1   | 0   | —   | —  | —  | —  | —   |
| 2018–19      | «Арвіка»             | Швеція-4     | 1   | 1   | 0   | 1   | 0   | —   | —  | —  | —  | —   |
| Усього в ШХЛ | Усього в ШХЛ         | Усього в ШХЛ | 542 | 106 | 205 | 311 | 484 | 127 | 39 | 43 | 82 | 108 |
| Усього в НХЛ | Усього в НХЛ         | Усього в НХЛ | 79  | 8   | 11  | 19  | 34  | —   | —  | —  | —  | —   |

### Збірна
| Рік                | Команда            | Турнір             | І  | G | A | О  | ШХ |
| ------------------ | ------------------ | ------------------ | -- | - | - | -- | -- |
| 1998               | Швеція             | МЧС                | 7  | 2 | 2 | 4  | 0  |
| 2007               | Швеція             | ЧС                 | 9  | 2 | 0 | 2  | 6  |
| 2008               | Швеція             | ЧС                 | 9  | 2 | 3 | 5  | 4  |
| 2009               | Швеція             | ЧС                 | 9  | 1 | 0 | 1  | 8  |
| 2010               | Швеція             | ЧС                 | 9  | 1 | 5 | 6  | 0  |
| Молодіжна збірна   | Молодіжна збірна   | Молодіжна збірна   | 7  | 2 | 2 | 4  | 0  |
| Національна збірна | Національна збірна | Національна збірна | 36 | 6 | 8 | 14 | 18 |